# Shauna Macdonald
Shauna Macdonald (ur. 21 lutego 1981 w Malezji) – brytyjska aktorka filmowa i telewizyjna.

## Wybrana Filmografia
- 1999: Czas Zapłaty – Catriona
- 2005: Zejście – Sarah Carter
- 2009: Zejście 2 – Sarah Carter
- 2013: Brud – Carole Robertson
- 2015: Howl – Kate
- 2016: La corrispondenza – Victoria

## Nominacje
- 2007: Nominacja do Saturna – Najlepsza aktorka za film Zejście

## Życie Prywatne
Jest żoną Cala Macanincha z którym ma trzy córki

## Źródła
- Shauna Macdonald w bazie Filmweb